# Anna Maria van de Palts

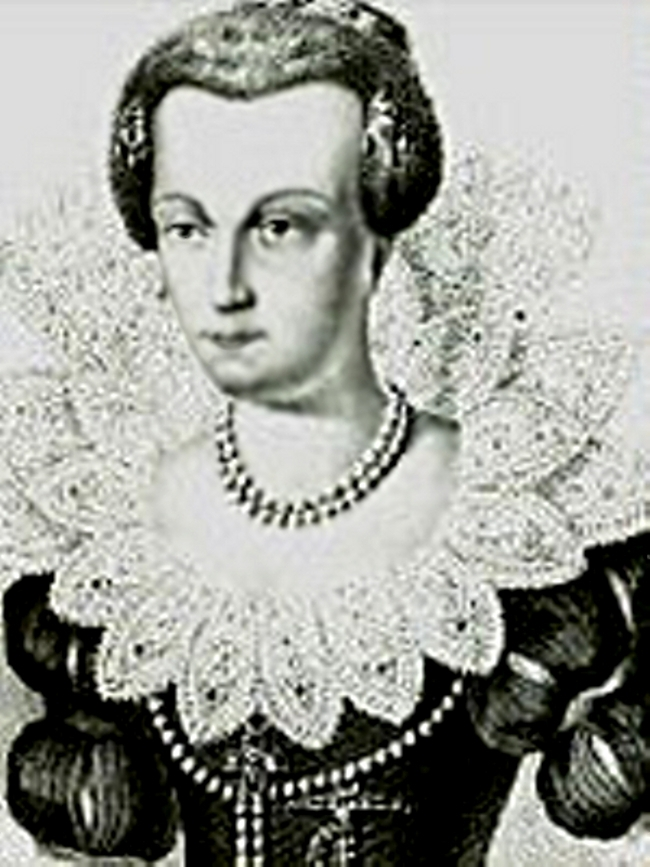
Anna Maria van de Palts.

Anna Maria van de Palts (Heidelberg, 24 juli 1561 — Eskilstuna, 29 juli 1589) was van 1579 tot aan haar dood hertogin van Södermanland. Ze behoorde tot het Huis Palts-Simmern.

## Levensloop
Anna Maria was de oudste dochter van keurvorst Lodewijk VI van de Palts en diens eerste echtgenote Elisabeth van Hessen, dochter van landgraaf Filips I van Hessen.
In 1577 bracht hertog [Karel van Södermanland (1550-1611), de latere koning Karel IX van Zweden, een bezoek aan haar vader om Anna Maria ten huwelijk vragen. Karel was naar Duitsland gereisd om in de protestantse vorstendommen een bruid te zoeken. Op 11 mei 1579 vond hun huwelijk plaats in Heidelberg. 
Anna Maria werd omschreven als een vrouw met een zwak gestel die vrijwel continu ziek was. Haar huwelijk met Karel werd als zeer gelukkig beschouwd en Karel was zeer gehecht aan zijn lutheraanse echtgenote, wat hem sympathie opleverde bij de Zweedse geestelijkheid, die ontevreden was met het katholieke beleid van zijn oudere broer Johan III. Ze werd beschouwd als mild en godsvruchtig en ze slaagde erin om het soms hitsige humeur van haar echtgenoot te temperen.
Anna Maria stierf op 28-jarige leeftijd, vijftien jaar voor haar echtgenoot koning van Zweden werd. Ze werd bijgezet in de Dom van Strängnäs.

## Nakomelingen
Anna Maria en Karel kregen zes kinderen:
- Margaretha Elisabeth (1580-1585)
- Elisabeth Sabina (1582-1585)
- Lodewijk (1583-1583)
- Catharina (1584-1638), huwde in 1615 met vorst Johan Casimir van Palts-Kleeburg
- Gustaaf (1587-1587)
- Maria (1588-1589)